# Cambrai Volley
Il Cambrai Volley è una società pallavolistica maschile francese con sede a Cambrai: milita nel campionato di Ligue A.

## Storia
Il Volley-Ball Club de Cambrai viene fondato nel 1994. Nella stagione 2003-04 partecipa alla Nationale 1, ottenendo la promozione in Pro B, dove esordisce nell'annata 2004-05. Nel 2017 il club muta la propria denominazione in Cambrai Volley.
Nell'annata 2019-20, al momento dell'interruzione dei campionati a seguito della pandemia di Covid-19, il Cambrai Volley, trovandosi in prima posizione in classifica, viene promosso in Ligue A. Debutta nella massima divisione del campionato francese nella stagione 2021-22.

## Rosa 2022-2023
| N° | Nome               | Ruolo | Data di nascita   | Nazionalità sportiva |
| -- | ------------------ | ----- | ----------------- | -------------------- |
| 1  | Philipp Kroiss     | L     | 2 marzo 1988      | Austria              |
| 2  | Quentin Grosnon    | L     | 28 ottobre 2001   | Francia              |
| 3  | Rémy Lalisse       | S     | 13 luglio 2001    | Francia              |
| 4  | Boris Takaniko     | P     | 20 agosto 1992    | Francia              |
| 6  | Yago de Oliveira   | S     | 4 marzo 1998      | Brasile              |
| 7  | Paul Villard       | S     | 22 febbraio 1992  | Francia              |
| 8  | Fabien Lengrand    | O     | -                 | Francia              |
| 9  | Hermans Egleskalns | O     | 8 dicembre 1990   | Lettonia             |
| 10 | Maikel van Zeist   | C     | 16 settembre 1994 | Paesi Bassi          |
| 11 | Tinaël Pépin       | S     | 29 marzo 2000     | Francia              |
| 14 | Baptiste Geiler    | S     | 12 marzo 1987     | Francia              |
| 15 | David Fiel         | C     | 28 agosto 1993    | Cuba                 |
| 17 | Ivan Ječmenica     | C     | 17 marzo 1990     | Montenegro           |
| 19 | Xavier Folguera    | P     | 27 agosto 1988    | Andorra              |
| 20 | Ǵorǵi Ǵorǵiev      | P     | 22 maggio 1992    | Macedonia del Nord   |